# Nicola Willis
Nicola Valentine Willis (Wellington, 7 de marzo de 1981) es una política neozelandesa que se desempeña como ministra de Finanzas, ministra de la Función Pública y ministra de Inversión Social desde noviembre de 2023. También es líder adjunta del Partido Nacional de Nueva Zelanda desde 2021, también ejerce como miembro del Parlamento por la lista del partido desde marzo de 2018.

## Primeros años de vida
Willis nació y creció en Point Howard, Wellington. Ella es la mayor de tres hermanos. La madre de Willis era periodista en la Galería de Prensa Parlamentaria, su padre era socio del bufete de abogados corporativos Bell Gully. Después de una "infancia privilegiada", asistió por primera vez a Samuel Marsden Collegiate, una escuela privada para niñas, antes de pedir pasar sus dos últimos años de secundaria en el King's College de Auckland, decisión de la que se arrepintió. Su primer trabajo fue como cajera y mesera en Wholly Bagel Café en Wellington, y luego trabajó en tiendas minoristas que vendían ropa.
Se graduó con honores de primera clase en literatura inglesa de la Universidad Victoria de Wellington en 2003, y obtuvo un diploma de posgrado en periodismo de la Universidad de Canterbury en 2017. Fue miembro de la Sociedad de Debate de la Universidad de Victoria y compitió en torneos internacionales.
Después de graduarse, asumió el cargo de asesora de investigación y políticas de Bill English y pasó a trabajar como asesora principal de John Key en 2008. En 2012, Willis se unió a la cooperativa láctea Fonterra, asumiendo funciones de alta dirección, además de formar parte de la junta directiva de Export NZ, una división del grupo de presión Business New Zealand.
Willis fue director de la Iniciativa de Nueva Zelanda, un grupo de expertos en políticas públicas a favor del libre mercado, desde mayo de 2016 hasta febrero de 2017.

## Carrera política
Willis participó en las elecciones de 2017 como candidato de National para el electorado de Wellington Central, y ocupaba el puesto 48 en la lista del partido. Obtuvo el 26% del voto del electorado. En la votación por lista de partidos, Nacional perdió dos escaños parlamentarios, mientras que los partidos Laborista y Verde ganaron uno cada uno. Willis ocupaba el segundo lugar en la fila en caso de que hubiera una vacante en un escaño de la lista ocupado por un diputado del Partido Nacional durante el 52.º Parlamento de Nueva Zelanda, y ella y Maureen Pugh ingresaron al parlamento varios meses después, después de las renuncias de Bill English y Steven Joyce en marzo de 2018. 
La líder del Partido Nacional Judith Collins perdió un voto de confianza y fue destituida por el grupo nacional el 25 de noviembre de 2021. Willis fue vista por los medios y comentaristas como una potencial candidata a la dirección del partido o a la dirección adjunta.A pesar de las especulaciones, Willis nunca lanzó una candidatura al liderazgo, aunque el diputado de Botany y ex director ejecutivo de Air New Zealand, Christopher Luxon, le pidió que fuera su compañera de fórmula cuando lanzó la campaña para el liderazgo. Ella y Luxon fueron elegidos líder adjunto y líder, respectivamente, sin oposición el 30 de noviembre de 2021, después de que el principal rival de Luxon, Simon Bridges, abandonara su oferta de liderazgo a cambio de la cartera de finanzas. Como líder adjunto, las opiniones liberales de Willis sobre cuestiones sociales se consideran un contrapunto a las posiciones más conservadoras de Luxon.

## Posiciones políticas
Willis es descrito como una liberal social y se centra en los derechos LGBT y la acción sobre el cambio climático. Es miembro del grupo ambientalista BlueGreen del Partido Nacional.Willis apoya la eutanasia y está a favor del derecho a decidir.
En las elecciones generales de Nueva Zelanda de 2020, la fallida campaña de Willis en Wellington Central se centró en gran medida en aumentar las carreteras en la ciudad central.

## Vida personal
Willis se casó con Duncan Small en 2007 y tienen cuatro hijos.